# Avelis
Avelis is een monotypisch geslacht van spinnen uit de  familie van de Thomisidae (krabspinnen).

## Soort
- Avelis hystriculus Simon, 1895